# بونا خالد
بُونَّة خالد وأسمها إسراء خالد  (20 أكتوبر 1993 -) هي مُمثلة وعارضة ازياء سودانية.

## حياتها
ولدت في (20 أكتوبر 1993) في العاصمة السودانية الخرطوم.بدأت حياتها المهنية كعارضة أزياء محلية في السودان، علاقات عامة بجامعة الرباط الوطني.
ثم بعد التخرج، عملت كوكيل علاقات عامة ثم
تركت حياتها المهنية في مجال العلاقات العامة، واتبعت شغفها بالسينما والتمثيل.[بحاجة لمصدر]

## مسيرتها
تطوعت في تأسيس مهرجان السودان للسينما المستقله، قبل أن تلتقي بالمخرج السوداني أمجد أبو العلا، ألذي رأى فيها نجمة سينمائية، ثم اختارها بعد ذلك المخرج أمجد أبو العلاء لتكون ضمن طاقم فيلم ستموت في العشرين.

## انضمامها إلى ماد رايزينج
بُنة خالد، لفتت الأنظار إلى ماء رايزينج بدورها في فيلم ستموت في العشرين الذي اكتسح جوائز المهرجانات الدولية ومثل السودان بجائزة أوسكار أفضل فيلم دولي 2021، وظهورها على السجادة الحمراء في مهرجان الجونة 2020، أخذت الممثلة السودانية بُنة إلى ماد رايزينج سلبرتي 
الشركة التي ترعى المواهب وبذلك انضمت بُنة إلى قائمة عملاء ماد سلبرتي التي تتضمن نجوم التمثيل العرب: يسرا، شيرين رضا، منة شلبي، ظافر العابدين، عمرو يوسف، صبا مبارك، كندة علوش، باسل خياط، أحمد مالك، نور، هنا شيحة، جميلة عوض، أحمد مجدي، وهدى المفتي. إضافة إلى مجموعة من الخبراء بمختلف جوانب صناعة الترفيه كذالك مقدمة البرامج ريا أبي راشد، المخرج مروان حامد، لأزياء ريم العدل، المؤلف تامر حبيب، المونتيرة والمنتجة دينا فاروق ومدير التصوير أحمد بشاري.

## أعمالها

### من أعمال السينما
| سنة الإنتاج | الفيلم                  | الشخصية        |
| ----------- | ----------------------- | -------------- |
| 2019        | ستموت في العشرين (فيلم) | لعبت دور نعيمة |

وزارة الثقافة والإعلام في السودان اعلنت أن فيلم «ستموت في العشرين»، إخراج أمجد أبو العلا، اختير لتمثيل السودان في السباق للفوز بالترشيح لجائزة أوسكار كأفضل فيلم أجنبي غير ناطق بالإنكليزية.

### أعمال التلفزيون
| سنة الإنتاج | المسلسل     | الشخصية          |
| ----------- | ----------- | ---------------- |
| 2021        | مسلسل الملك | وانتي فتاة نوبية |

تلعب دور الفتاة النوبية (وانتي)، وهي وصيفة لمكلة مصرية، أتت معها إلى أرض طيبة في مهمّة للبحث عن شقيقيها الملكان أحمس وكاموس. في مسلسل «الملك» المأخوذ عن نص أدبي للكاتب الكبير نجيب محفوظ يحمل اسم «كفاح طيبة» عن الملك أحمس وطرده للهكسوس، العمل سيناريو وحوار إسلام حافظ، إخراج حسين المنباوي، بطولة عمرو يوسف، صبا مبارك، ريم مصطفى والمسلسل لم يعرض

## روابط خارجية
- بونا خالد علي موقع قاعدة بيانات الأفلام على الإنترنت قاعدة بيانات الأفلام على الإنترنت
- بونا خالد علي موقع قاعدة بيانات الأفلام العربية
- بُنة خالد من عارضة ازياء إلى بطلة بطلة فيلم عالمي شاهد اللقاء علي قناة سكاي نيوز عربية